# Sân bay Agatti
Sân bay Agatti (tên tiếng Anh: Agatti Aerodrome (IATA: AGX, ICAO: VOAT) là một sân bay nội địa phục vụ các đảo Lakshadweep ngoài khơi phía tây của Ấn Độ. Sân bay này nằm trên đảo Agatti. Hiện có hai hãng hàng không đang hoạt động tại đây. Sân bay Agatti có một đường băng dài 1291 m rải nhựa đường.

## Các hãng hàng không và các tuyến điểm
- Indian Airlines (Kochi)
- Kingfisher Airlines (Kochi, Bengaluru)